# Tidans landsfiskalsdistrikt
Tidans landsfiskalsdistrikt var 1918–1964 ett landsfiskalsdistrikt i Skaraborgs län, bildat som Binnebergs landsfiskalsdistrikt när Sveriges indelning i landsfiskalsdistrikt trädde i kraft den 1 januari 1918, enligt beslut den 7 september 1917. När Sveriges nya indelning i landsfiskalsdistrikt trädde i kraft den 1 oktober 1941 (enligt kungörelsen den 28 juni 1941) ändrades distriktets namn till Tidans landsfiskalsdistrikt. Den 1 januari 1965 avskaffades i Sverige samtliga landsfiskaler och landsfiskalsdistrikt, och deras arbetsuppgifter delades upp på de nyskapade indelningarna polisdistrikt, åklagardistrikt och kronofogdedistrikt.
Landsfiskalsdistriktet låg under länsstyrelsen i Skaraborgs län.

## Ingående områden
Den 1 oktober 1941 tillfördes kommunerna Beateberg, Bällefors och Ekeskog från Karlsborgs landsfiskalsdistrikt och kommunerna Fägre och Trästena från det upplösta Undenäs landsfiskalsdistrikt. När Sveriges nya indelning i landsfiskalsdistrikt trädde i kraft den 1 januari 1952 (enligt kungörelsen 1 juni 1951) ändrades distriktets indelning genom både kommunreformen 1952 samt att kommunerna Låstad, Odensåker och Tidavad överfördes till Hasslerörs landsfiskalsdistrikt.

### Från 1918
Vadsbo härad:
- Bergs landskommun
- Binnebergs landskommun
- Böja landskommun
- Flistads landskommun
- Frösve landskommun
- Götlunda landskommun
- Hjälstads landskommun
- Horns landskommun
- Lerdala landskommun
- Locketorps landskommun
- Låstads landskommun
- Mo landskommun
- Odensåkers landskommun
- Sveneby landskommun
- Säters landskommun
- Tidavads landskommun
- Timmersdala landskommun
- Vads landskommun
- Värings landskommun

### Från 1 oktober 1941
Vadsbo härad:
- Beatebergs landskommun
- Bergs landskommun
- Binnebergs landskommun
- Bällefors landskommun
- Böja landskommun
- Ekeskogs landskommun
- Flistads landskommun
- Frösve landskommun
- Fägre landskommun
- Götlunda landskommun
- Hjälstads landskommun
- Horns landskommun
- Lerdala landskommun
- Locketorps landskommun
- Låstads landskommun
- Mo landskommun
- Odensåkers landskommun
- Sveneby landskommun
- Säters landskommun
- Tidavads landskommun
- Timmersdala landskommun
- Trästena landskommun
- Vads landskommun
- Värings landskommun

### Från 1 januari 1952
- Binnebergs landskommun
- Moholms landskommun
- Timmersdala landskommun
- Tidans landskommun